# Таганрогский десант (1943)
Таганрогский десант или Десант в районе Безымяновка — Весёлый — тактический десант, высаженный 29 — 30 августа 1943 года силами советской Азовской военной флотилии в ходе Донбасской наступательной операции Великой Отечественной войны.

## Ход событий
В районе Таганрога занимал оборону немецкий 24-й армейский корпус из состава 6-й немецкой армии генерала К. Холлидта. Замыслом командующего флотилией контр-адмирала С. Г. Горшкова предусматривалось нарушение приморских коммуникаций врага, создание паники, способствование наступлению советских войск 44-й армии Южного фронта на Таганрог и освобождению города. В 23-50 29 августа в районе село Безыменное — хутор Весёлый (западнее Таганрога) высажена рота 384-го отдельного батальона морской пехоты (157 человек, 4 миномёта, 8 противотанковых ружей, 6 пулемётов, командир десанта — командир батальона майор Ф. Е. Котанов, начальник штаба — лейтенант К. Ф. Ольшанский). В это же время восточнее Таганрога высажен вспомогательный десант — разведывательная рота штаба 58-й армии (55 человек). В отряд высадки включены 4 бронекатера, 3 катера «морской охотник» (командовал отрядом капитан 2-го ранга Николай Константинович Кириллов, позднее проводивший высадку практически всех десантов Азовской военной флотилии до своей гибели в бою в январе 1944 года), в отряд прикрытия — 2 бронекатера, 1 катер «морской охотник», 1 торпедный катер.
Высадка была произведена незаметно для противника. Скрытно проникнув в береговые укрепления, бойцы основного десанта уничтожили его огневые точки, а затем атаковали немецкий гарнизон в селе Безыменное из состава 111-й пехотной дивизии. Внезапной ночной атакой из села был выбит немецкий гарнизон и рассеяны скопившиеся в селе отступающие немецко-румынское части, среди которых возникла паника. Потери врага составили до 200 солдат и офицеров, сожжено 187 грузовых машин, 52 конные повозки, пять складов, три брошенных экипажами танка. Захвачены и взорваны 6 орудий и радиостанция. Вспомогательный десант противника не обнаружил и был вскоре снят с берега катерами.
Сухопутные части противника подверглись панике, беспорядочно разбежались и организованного сопротивления не оказали, но с моря к месту высадки довольно быстро подошёл отряд немецких кораблей (по советским данным, возможно, преувеличенным, в его составе было 5 канонерских лодок, 12 быстроходных десантных барж, 4 катера), вступивший в бой с отрядом прикрытия. В ходе боя были повреждены три немецких корабля, а два советских бронекатера погибли со всем экипажем. Немецкий отряд был вынужден отказаться от атаки отряда высадки десанта и покинул место боя.
К утру 30 августа стало понятно, что наступление 44-й армии на Таганрог развивается медленно, возникла угроза гибели малочисленного десанта. В этой обстановке командующий Азовской флотилией приказал кораблям срочно снять десант с берега и вернуть его в Ейск, не дожидаясь подхода к Безыменному вражеских подкреплений. Используя растерянность противника и задействовав всю имеющуюся авиацию, эту операцию удалось успешно произвести уже в светлое время суток без потерь в личном и корабельном составе. С десантом были вывезены захваченные пленные (42 человека, в том числе 1 офицер) и 28 жителей села Безыменное, присоединившиеся к десанту и вступившие в бой с трофейным оружием в руках (часть из них затем была зачислена в 384-й батальон морской пехоты). Попытки врага атаковать отходящие суда с воздуха были отбиты, в воздушных боях и зенитным огнём сбито 3 немецких самолёта. Также имел место ещё один морской бой: один из бронекатеров прикрытия десанта обнаружил и перехватил немецкий сторожевой катер, пытавшийся атаковать корабли высадки. В завязавшемся морском бою немецкий катер получил тяжелые повреждения и спустил флаг, экипаж (10 человек) сдался в плен. При буксировке захваченный катер из-за полученных повреждений затонул.
Потери десанта составили 2 погибших и 5 раненых. Ещё один боец считался пропавшим без вести. Оказалось, что конвоируя пленного, он опоздал к посадке на катера, затем при помощи местных жителей скрывался в зарослях камыша до освобождения села Красной Армией, через месяц вернулся в батальон. В одном из донесений оказались приведены неверные сведения о потерях десанта (1 убитых и 10 раненых), которые встречаются в ряде публикаций о десанте. Не учтены погибшие экипажи двух советских катеров.
Через несколько часов после возвращения в Ейск тот же десант был вновь высажен в Таганрог, куда к исходу дня ворвались войска 44-й армии. Противник к тому времени уже оставил город, поэтому десант боя не вёл, заняв порт и находящиеся в нём корабли (10 сейнеров, 2 катера, 2 баржи) и 3 склада в порту.
Этот успешный бой показал хорошую подготовку личного состава морской пехоты. Внезапность высадки и решительные действия десанта на берегу способствовали разгрому численно превосходящих войск противника в этом районе.